# Tōya Maru

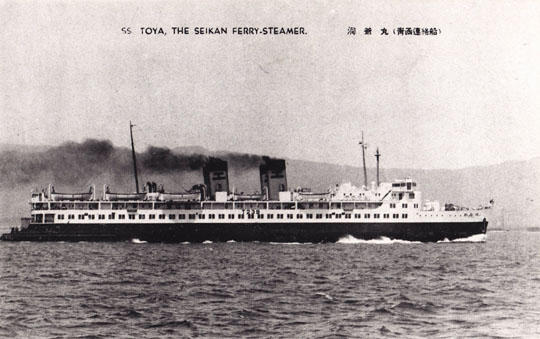
Toya Maru em data desconhecida

Tōya Maru (洞爺丸) foi uma balsa de trem japonesa construída pela Japanese National Railways (JNR) que afundou durante o tufão Marie, conhecido localmente como Tufão Tōya Maru, no estreito de Tsugaru entre as ilhas japonesas de Hokkaidō e Honshu em 26 de setembro de 1954. A JNR anunciou em setembro de 1955 que 1 153 pessoas a bordo morreram no acidente. No entanto, o número exato de vítimas fatais permanece desconhecido porque algumas vítimas conseguiram passagem no navio no último minuto, e outras cancelaram suas passagens pouco antes do incidente ocorrer.